# Veronica peregrina
Veronica pellegrina (nome scientifico Veronica peregrina L., 1753) è una pianta erbacea annua appartenente alla famiglia delle Plantaginaceae.

## Etimologia
Il nome generico (Veronica) deriva dal personaggio biblico Santa Veronica, la donna che ha dato a Gesù un panno per asciugare il suo volto mentre è sulla via del Calvario. Alcune macchie e segni sui petali della corolla di questo fiore sembrano assomigliare a quelli del sacro fazzoletto di Veronica. Per questo nome di pianta sono indicate altre etimologie come l'arabo "viru-niku", o altre derivate dal latino come "vera-icona" (immagine vera). L'epiteto specifico (peregrina) significa "straniera, esotica o errante", nel senso di vagabondo che non ha una locazione ben precisa, o forse in riferimento alle origini esotiche (americane) di questa pianta.
Il nome scientifico della specie è stato definito da Linneo (1707 – 1778), conosciuto anche come Carl von Linné, biologo e scrittore svedese considerato il padre della moderna classificazione scientifica degli organismi viventi, nella pubblicazione "Species Plantarum" (Sp. Pl. 1: 14. 1753) del 1753.

## Descrizione

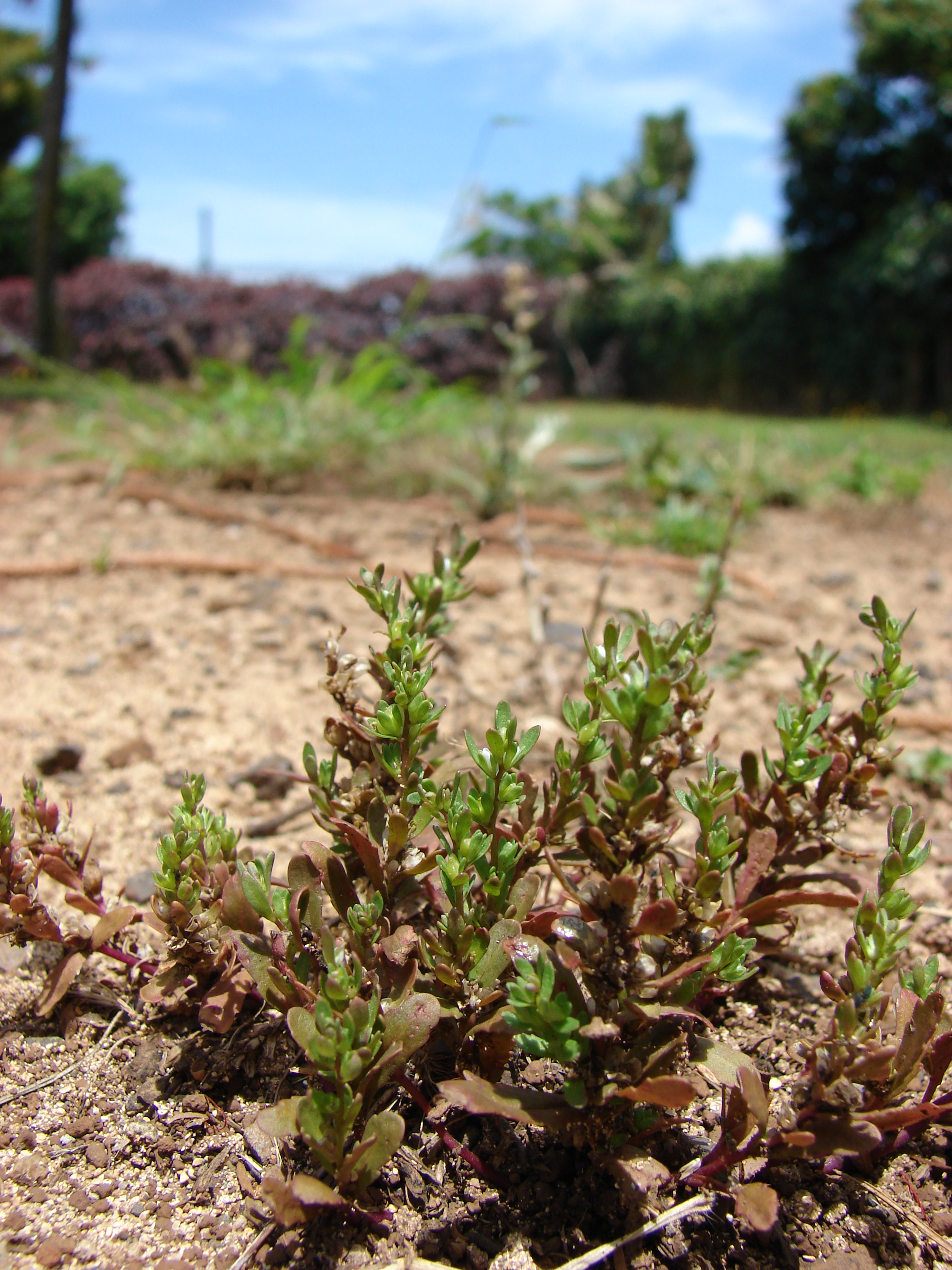
Il portamento

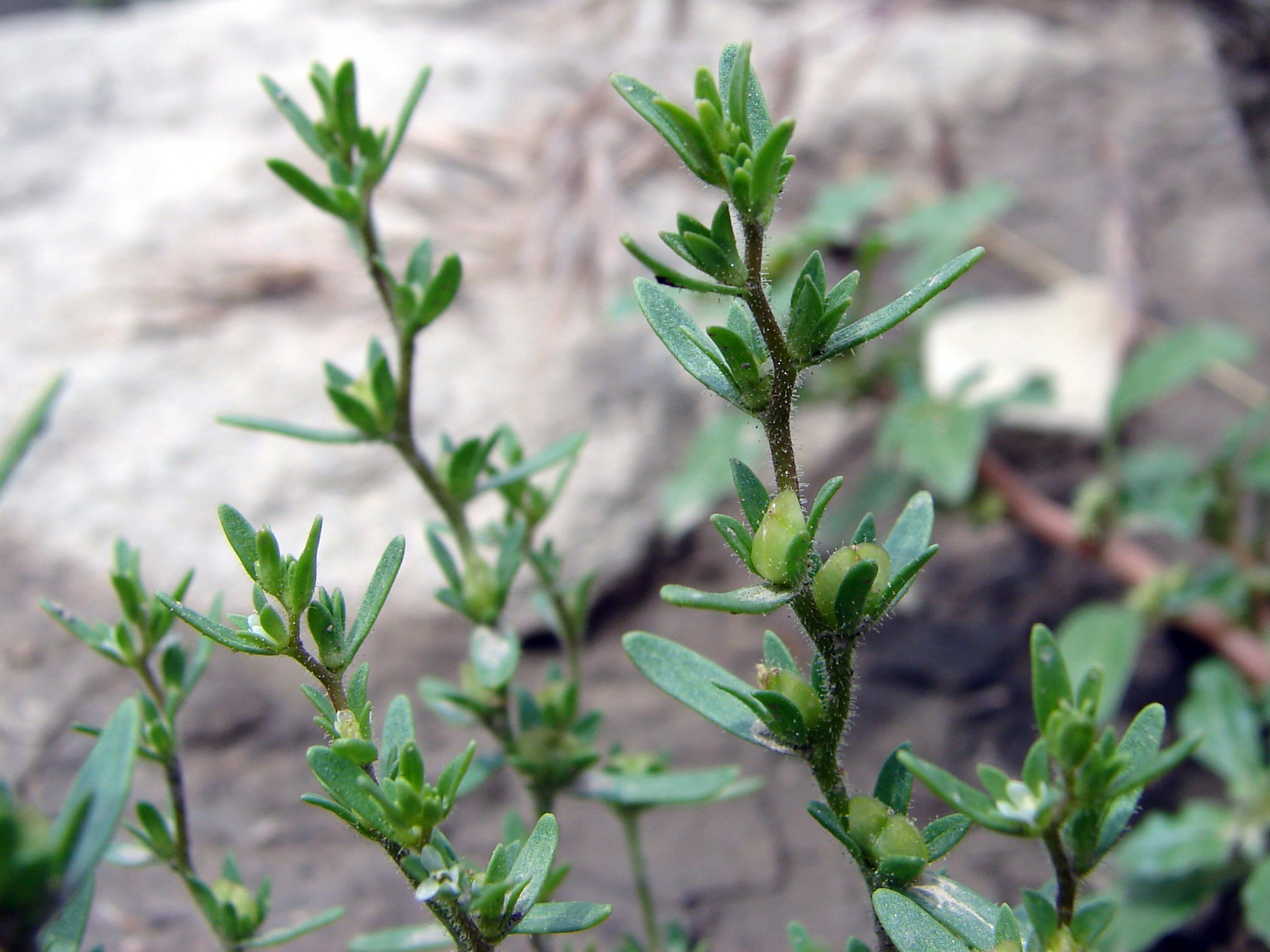
Le foglie

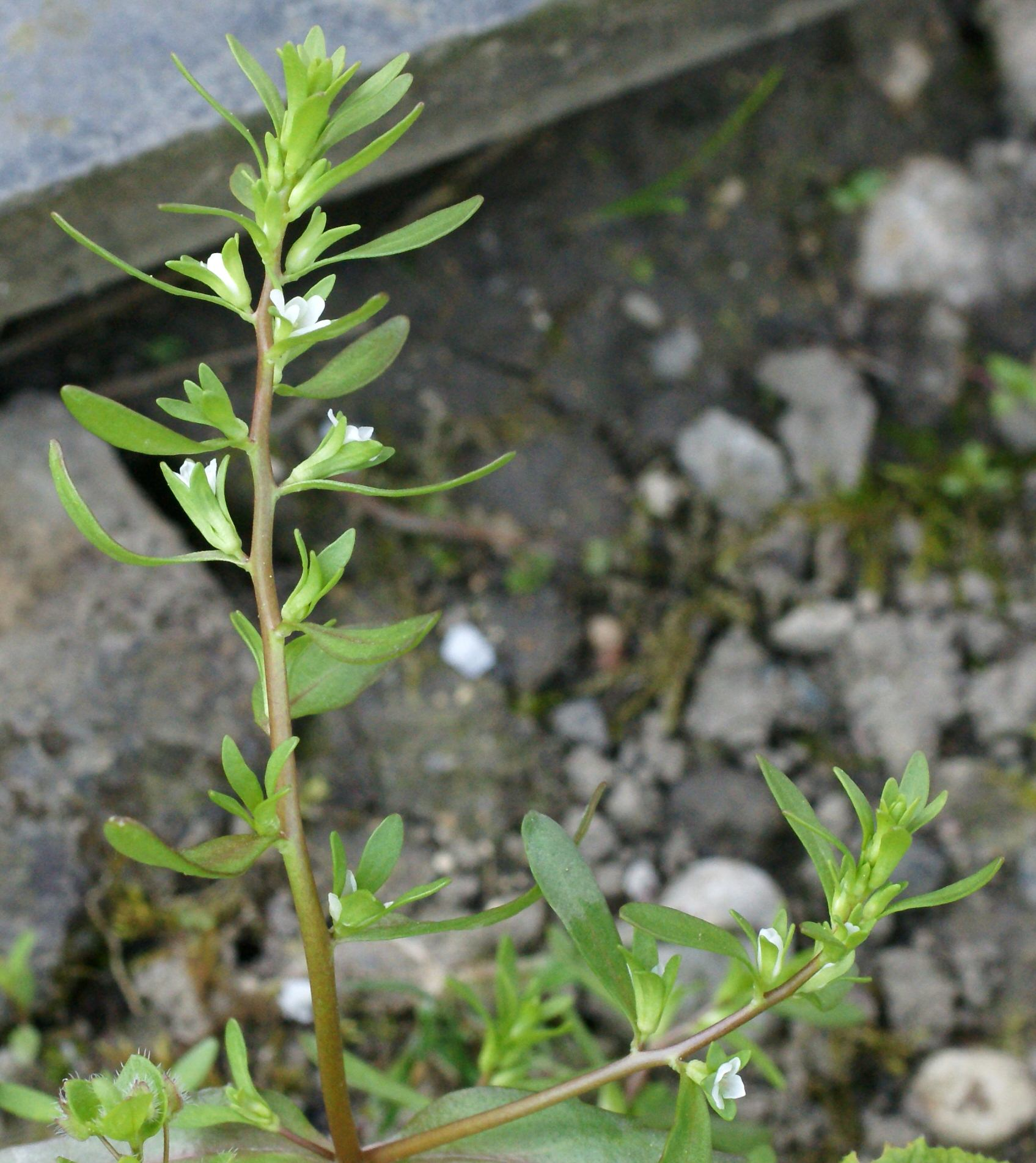
Infiorescenza

La lunghezza di queste piante varia tra 5 e 25 cm. La forma biologica è terofita scaposa (T scap), ossia in generale sono piante erbacee che differiscono dalle altre forme biologiche poiché, essendo annuali, superano la stagione avversa sotto forma di seme e sono munite di asse fiorale eretto e spesso privo di foglie. Nel secco le varie parti di queste piante anneriscono.

### Radici
Le radici sono secondarie da rizoma.

### Fusto
La parte aerea del fusto è eretta, semplice e glabra (con pubescenza densamente ghiandolare in alcune sottospecie). Eventualmente può essere ramificata alla base o all'apice.

### Foglie
Le foglie sono disposte in modo opposto e sono brevemente picciolate (solamente quelle inferiori). La forma della lamina varia da ovale-lanceolata a oblanceolata-spatolata (strettamente oblunghe quelle superiori). Il contorno è intero o con dentelli (soprattutto al centro) spaziati. La superficie è glabra. Dimensione delle foglie: larghezza 4 – 7 mm; lunghezza 10 – 25 mm. 

### Infiorescenza
Le infiorescenze sono dei racemi terminali con una quarantina di fiori al massimo. I racemi sono chiaramente separati dalla parte fogliare (tipo A - vedi figura). Nell'infiorescenza sono presenti delle brattee a forma spatolata con bordi debolmente dentellati (quelle superiori sono più strette). I fiori sono posizionati all'ascella di una brattea. Le brattee sono disposte in modo alterno (a volte sono opposte). I fiori sono subsessili (o con pedicelli inferiori ai 2 mm) e lunghi come la metà della brattea. Alla fruttificazione i racemi possono essere lunghi fino a 20 cm.

### Fiore
I fiori sono ermafroditi e tetraciclici (composti da 4 verticilli: calice – corolla – androceo – gineceo), pentameri (calice e corolla divisi in cinque parti).
- Formula fiorale:

X o * K (4-5), [C (4) o (2+3), A 2+2 o 2], G (2), capsula.
- Calice: il calice campanulato, gamosepalo e più o meno attinomorfo, è diviso in 4 lacinie intere con forme da spatolate o ampiamente lineari a strettamente oblunghe, apici ottusi e superficie glabra. Lunghezza delle lacinie: 3 – 4 mm.
- Corolla: la corolla è gamopetala e debolmente zigomorfa con forme tubolari (il tubo è corto) e terminante in quattro larghi lobi da ovali a orbicolari e patenti (il lobo superiore è leggermente più grande - due lobi fusi insieme, quello inferiore è più stretto). La corolla è resupinata; i lobi sono appena embricati. Il colore della corolla è biancastro o azzurro-pallido. Larghezza della corolla (diametro): 3 – 5 mm (minore del calice).
- Androceo: gli stami sono due (gli altri tre sono abortiti) e sono leggermente più corti della corolla. I filamenti sono adnati alla corolla. Le antere hanno due teche più o meno separate, uguali con forme arrotondate.
- Gineceo: il gineceo è bicarpellare (sincarpico - formato dall'unione di due carpelli connati). L'ovario (biloculare) è supero con forme ovoidi e compresso lateralmente. Gli ovuli per loculo sono da numerosi a pochi (1 - 2 per loculo), hanno un solo tegumento e sono tenuinucellati (con la nocella, stadio primordiale dell'ovulo, ridotta a poche cellule).[13] Lo stilo, filiforme con stigma capitato e ottuso, è breve e non sporge dalla insenatura della corolla. Il disco nettarifero è presente nella parte inferiore della corolla (sotto l'ovario). Lunghezza dello stilo: 0,2 mm circa.

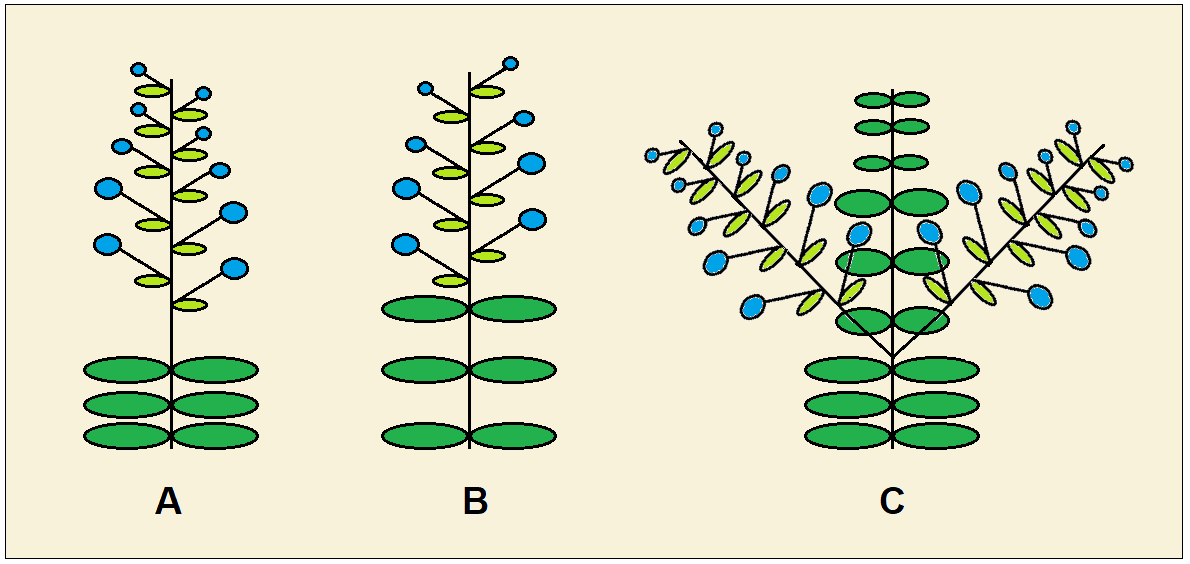
Racemi dell'infiorescenza delle veroniche: A) racemi terminali separati dalle foglie; B) racemi terminali non separati dalle foglie; C) racemi laterali

- Fioritura: da aprile a giugno.

### Frutti
Il frutto è del tipo a capsula divisa fino a metà in due lobi e bordi appena smarginati. La forma della capsula, fortemente compressa, è da arrotondata a reniforme. La deiscenza è loculicida. I semi sono circa 60 colorati di bruno-chiaro. Dimensione della capsula: 4-4,5 x 3-3,5 mm (lunga come il calice). Dimensione dei semi: 0,5 x 0,9 mm.

## Riproduzione
- Impollinazione: l'impollinazione avviene tramite insetti (impollinazione entomogama).
- Riproduzione: la fecondazione avviene fondamentalmente tramite l'impollinazione dei fiori (vedi sopra).
- Dispersione: i semi cadendo a terra (dopo essere stati trasportati per alcuni metri dal vento – disseminazione anemocora) sono successivamente dispersi soprattutto da insetti tipo formiche (disseminazione mirmecoria). L'elaisoma (sostanza zuccherina) biancastra all'interno dei semi attira le formiche.[10]

## Distribuzione e habitat
.

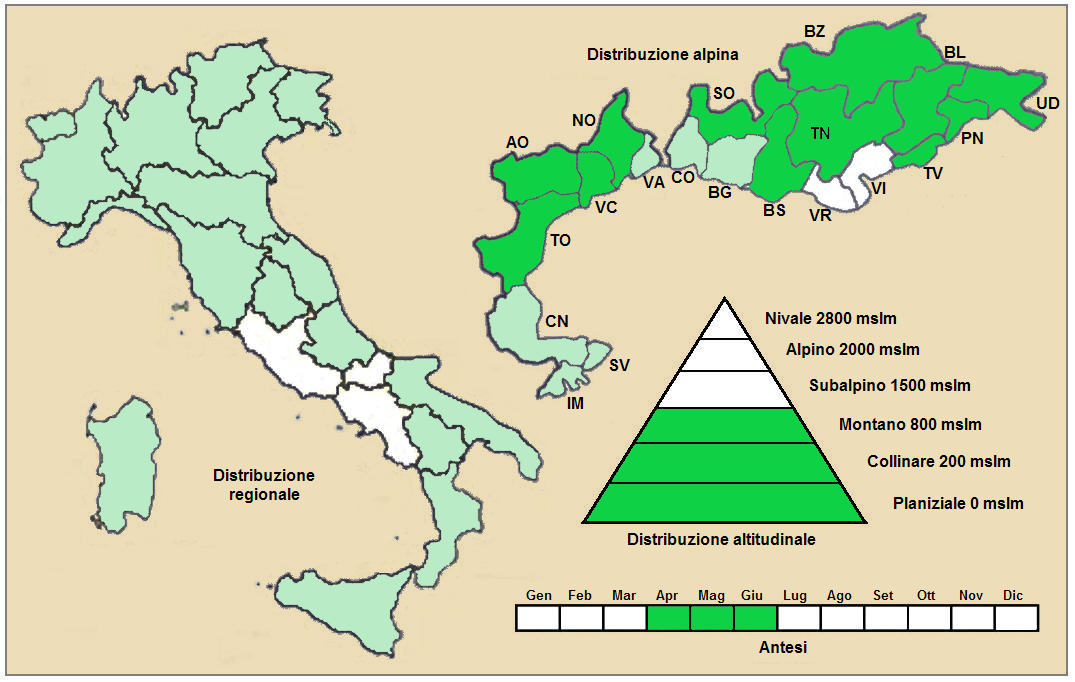
Distribuzione della specie
(Distribuzione regionale – Distribuzione alpina)

- Geoelemento: il tipo corologico (area di origine) è Americano (Subcosmopolita).
- Distribuzione: in Italia è una specie rara e si trova un po' ovunque ma è considerata "esotica naturalizzata"[14]. Nelle Alpi è quasi ovunque presente (sia sul versante meridionale che settentrionale). Sugli altri rilievi europei collegati alle Alpi si trova nei Vosgi, Massiccio del Giura, Massiccio Centrale e Pirenei.[15] Questa pianta,  originaria dell'America, è naturalizzata altrove (Europa, Africa mediterranea e Asia).[12][16]
- Habitat: per questa pianta gli habitat tipici sono gli orti, i giardini, gli incolti in aree umide. Il substrato preferito è calcareo ma anche siliceo con pH neutro, alti valori nutrizionali del terreno che deve essere umido.[15]
- Distribuzione altitudinale: sui rilievi queste piante si possono trovare fino a 600 m s.l.m. (sotto i 3.000 m s.l.m. in Asia orientale[12]); nelle Alpi frequentano quindi i seguenti piani vegetazionali: collinare e montano (oltre a quello planiziale – a livello del mare).

### Fitosociologia
Dal punto di vista fitosociologico alpino Veronica peregrina appartiene alla seguente comunità vegetale:
- Formazione: delle comunità terofiche pioniere nitrofile

- Classe: Bidentetea tripartitae

- Ordine: Bidentetalia tripartitae

## Tassonomia
La famiglia di appartenenza (Plantaginaceae) è relativamente numerosa con un centinaio di generi. La classificazione tassonomica di questa specie è in via di definizione in quanto fino a poco tempo fa il suo genere apparteneva alla famiglia delle Scrophulariaceae (secondo la classificazione ormai classica di Cronquist), mentre ora con i nuovi sistemi di classificazione filogenetica (classificazione APG) è stata assegnata alla famiglia delle Plantaginaceae; anche i livelli superiori sono cambiati (vedi il box tassonomico iniziale). Questa pianta appartiene alla sottotribù Veroniciinae (tribù Veroniceae e sottofamiglia Digitalidoideae). Il genere Veronica è molto numeroso con oltre 250 specie a distribuzione cosmopolita.

### Filogenesi
La specie V. peregrina  tradizionalmente appartiene alla sezione Pocilla Dumort.. Questo gruppo è caratterizzato da un ciclo biologico annuo, dalle infiorescenze formate da racemi terminali con brattee ben distinte dalle foglie oppure i fiori sono isolati all'ascella di foglie normali (quindi le brattee non si distinguono dalle foglie), dal calice a 4 lobi e dai semi piani o incavati.
Ricerche più recenti hanno descritto V. peregrina all'interno del subg. Beccabunga (Hill) M. M. Mart. Ort., Albach & M. A. Fisch (section Alsinebe Griseb).
Il numero cromosomico di V. peregrina è: 2n = 26 o 52.

### Sottospecie
Per questa specie è riconosciuta valida la seguente sottospecie:
- Veronica peregrina subsp. xalapensis (Kunth) Pennell, 1935

- Descrizione: rispetto alla specie principale questa varietà è più o meno completamente ricoperta da peli ghiandolari.
- Distribuzione: Slovenia, forse è presente anche in Italia.

### Sinonimi
Questa entità ha avuto nel tempo diverse nomenclature. L'elenco seguente indica alcuni tra i sinonimi più frequenti:
- Veronica chillensis Kunth
- Veronica peregrina var. peregrina
- Veronica peregrina var. xalapensis  (Kunth) Pennell
- Veronica sherwoodi M. Peck

#### Sinonimi della sottospeciexalapensis
- Veronica peregrina f. xalapensis (Kunth) Kitag.
- Veronica peregrina var. xalapensis  (Kunth) H.St.John
- Veronica xalapensis  Kunth

## Altre notizie
La veronica pellegrina in altre lingue è chiamata nei seguenti modi:
- (DE)  Fremder Ehrenpreis
- (FR)  Véronique voyageuse
- (EN)  American Speedwell